# Косарик, Марина Афанасьевна
Мари́на Афана́сьевна Коса́рик (род. 22 сентября 1946, Москва) — российский лингвист, доктор филологических наук, профессор, заведующая кафедрой романского языкознания МГУ (1999—2022), специалист по португальскому языку.

## Биография
Марина Афанасьевна начала изучать португальский язык, будучи студенткой 2-го курса, на факультативных занятиях, которые с 1965 года вела в МГУ Е. М. Вольф. В 1969 году защитила диплом под руководством Е. М. Вольф. В 1970 г. начала преподавать португальский на курсах Министерства внешней торговли СССР, а в 1971-73 гг. продолжила вести факультативы по португальскому в МГУ после Е. М. Вольф. В 1975-76 гг. начала преподавание португальского языка на историческом факультете МГУ, а с 1977 года постоянно работает на филологическом факультете.
В 1991 году защитила кандидатскую диссертацию на тему «Ранние португальские грамматики и трактаты о португальском языке (к истории лингвистических учений)», а в 1998 году — докторскую диссертацию на тему «Теория и практика описания языка (на материале лингвистических сочинений Португалии XVI—XVII в.)».
С 1994 года — организатор «Камоэнсовских чтений», проводимых на филологическом факультете МГУ при поддержке португальского Института Камоэнса.
С 1999 по 2022 годы — заведующая кафедрой романского языкознания МГУ. Читает курсы лекций «Теоретическая фонетика португальского языка», «Теоретическая морфология португальского языка», «История португальского языка» и др.  
М. А. Косарик — организатор и председатель российской Ассоциации по изучению языка и культуры португалоязычных стран, член Лингвистической ассоциации Португалии, Международной ассоциации лузитанистов, Ассоциации испанистов России. Член учёного совета филологического факультета МГУ. Автор более 60 научных работ, составитель и редактор 7 научных сборников.